# Demetrio I Sotere
Demetrio Sotere (in greco antico: Δημήτριος Σωτήρ?, Dēmétrios Sōtér; ... – Antiochia, luglio 150 a.C.), chiamato nella storiografia moderna Demetrio I, è stato un sovrano seleucide, regnante dal 162 a.C. alla sua morte.

## Biografia
Demetrio era il figlio del sovrano seleucide Seleuco IV Filopatore e (probabilmente) della sua moglie e sorella Laodice. Nel 178 a.C. suo padre lo mandò come ostaggio a Roma, a garanzia del mantenimento della pace di Apamea, e in cambio Roma rimise in libertà Antioco Epifane, fratello di Seleuco. Nel 175 a.C. Seleuco IV fu assassinato, ma Roma, con la scusa che Demetrio fosse ancora troppo giovane, riconobbe come erede al trono di Siria Antioco, il fratello del defunto re. E anche alla morte di Antioco, nel 164 a.C., Roma si rifiutò di rimandare in patria Demetrio, sicché re di Siria divenne il giovane Antioco Eupatore, figlio di Antioco IV Epifane, sotto la tutela del ministro Lisia.
Nel 162 a.C. Gneo Ottavio, inviato della Repubblica romana, fu assassinato a Laodicea. Demetrio, sperando che ciò avrebbe alienato i favori di Roma da Antioco V, fuggì con l'aiuto dello storico Polibio e sbarcò a Tripoli. Fece uccidere il nipote Antioco V e il suo ministro Lisia e si impose come nuovo re di Siria. Ma benché cercasse di ingraziarsi i Romani, ad esempio consegnandogli il ribelle macedone Andrisco, la Repubblica si mantenne fredda nei suoi confronti. E i suoi tentativi di estendere l'impero seleucide ai danni dei regni vicini, gli inimicarono l'Egitto, l'Armenia, Pergamo e la Cappadocia. Tentò di assoggettare gli Ebrei, insorti contro il dominio siro sotto la guida dei fratelli Maccabei, inviando prima un generale di nome Nicanore (sconfitto e ucciso ad Adasa nel 161 a.C.), poi Bacchide, cui riuscì di uccidere Giuda Maccabeo, leader della rivolta, nella battaglia di Elasa (160 a.C.), senza però ottenere un successo definitivo.
Nel 160 a.C. riuscì a riconquistare Babilonia, il cui satrapo Timarco si era proclamato re alla morte di Antioco V Eupatore. Gli abitanti di stirpe greca di Babilonia assegnarono per questa ragione al re l'epiteto Soter ("salvatore"). A parte questo successo però Demetrio era in generale impopolare presso i suoi sudditi, che mal tolleravano le usanze che egli aveva assunto nella sua giovinezza a Roma. I familiari di Timarco gli opposero un pretendente al trono di nome Alessandro Bala, presunto figlio illegittimo del re Antioco IV, che prontamente ottenne supporti anche da Pergamo e dall'Egitto e il benestare della repubblica romana. Bala riconobbe inoltre a Gionata Maccabeo, fratello del rivoltoso ebraico Giuda, il titolo di sommo sacerdote, ottenendo quindi anche il favore degli Ebrei. Si impadronì di Tolemaide nel 152 a.C., iniziando la prima di una lunga serie di guerre civili, e da lì dette battaglia a Demetrio, che fu sconfitto e ucciso nel 150 a.C. ad Antiochia.
Demetrio era sposato con sua sorella Laodice, che prima di lui aveva sposato il re Perseo di Macedonia. Da lei (o da delle amanti) ebbe almeno tre figli: Demetrio (poi divenuto re col nome di Demetrio II Nicatore), Antioco (poi divenuto re col nome di Antioco VII Sidete) e Antigono (ucciso assieme ai genitori nel 150 a.C.).
Lo storico ebreo ellenista Eupolemo redasse una sinossi cronologica che contava 5.149 anni dalla creazione di Adamo al 5º anno di regno di Demetrio (Strom. 1.141,4).

## Ascendenza
|                       |                       |                                    | Genitori                          |  |  | Nonni |  |  | Bisnonni      |  |  | Trisnonni      |  |
|                       |                       |                                    |                                   |  |  |       |  |  | 8. Seleuco II |  |  | 16. Antioco II |  |
|                       |                       |                                    |                                   |  |  |       |  |  | 8. Seleuco II |  |  | 16. Antioco II |  |
|                       |                       | 17. Laodice I                      |                                   |  |  |       |  |  | 8. Seleuco II |  |  |                |  |
| 4. Antioco III        |                       |                                    |                                   |  |  |       |  |  | 8. Seleuco II |  |  |                |  |
|                       |                       | 9. Laodice II                      | 18. Andromaco                     |  |  |       |  |  |               |  |  |                |  |
|                       |                       | 9. Laodice II                      | 18. Andromaco                     |  |  |       |  |  |               |  |  |                |  |
|                       |                       | 9. Laodice II                      | …                                 |  |  |       |  |  |               |  |  |                |  |
| 2. Seleuco IV         |                       | 9. Laodice II                      |                                   |  |  |       |  |  |               |  |  |                |  |
|                       |                       | 10. Mitridate II del Ponto         | 20. Ariobarzane del Ponto         |  |  |       |  |  |               |  |  |                |  |
|                       |                       | 10. Mitridate II del Ponto         | 20. Ariobarzane del Ponto         |  |  |       |  |  |               |  |  |                |  |
|                       |                       | 10. Mitridate II del Ponto         | …                                 |  |  |       |  |  |               |  |  |                |  |
| 5. Laodice III        |                       | 10. Mitridate II del Ponto         |                                   |  |  |       |  |  |               |  |  |                |  |
|                       |                       | 11. Laodice                        | 22. Antioco II (= 16.)            |  |  |       |  |  |               |  |  |                |  |
|                       |                       | 11. Laodice                        | 22. Antioco II (= 16.)            |  |  |       |  |  |               |  |  |                |  |
|                       |                       | 11. Laodice                        | 23. Laodice I (= 17.)             |  |  |       |  |  |               |  |  |                |  |
| 1. Demetrio I Sotere  |                       | 11. Laodice                        |                                   |  |  |       |  |  |               |  |  |                |  |
|                       | 12. Seleuco II (= 8.) | 24. Antioco II (= 16., 22.)        |                                   |  |  |       |  |  |               |  |  |                |  |
|                       | 12. Seleuco II (= 8.) | 24. Antioco II (= 16., 22.)        |                                   |  |  |       |  |  |               |  |  |                |  |
|                       | 12. Seleuco II (= 8.) | 25. Laodice I (= 17., 23.)         |                                   |  |  |       |  |  |               |  |  |                |  |
| 6. Antioco III (= 4.) | 12. Seleuco II (= 8.) |                                    |                                   |  |  |       |  |  |               |  |  |                |  |
|                       |                       | 13. Laodice II (= 9.)              | 26. Andromaco (= 18.)             |  |  |       |  |  |               |  |  |                |  |
|                       |                       | 13. Laodice II (= 9.)              | 26. Andromaco (= 18.)             |  |  |       |  |  |               |  |  |                |  |
|                       |                       | 13. Laodice II (= 9.)              | …                                 |  |  |       |  |  |               |  |  |                |  |
| 3. Laodice IV         |                       | 13. Laodice II (= 9.)              |                                   |  |  |       |  |  |               |  |  |                |  |
|                       |                       | 14. Mitridate II del Ponto (= 10.) | 28. Ariobarzane del Ponto (= 20.) |  |  |       |  |  |               |  |  |                |  |
|                       |                       | 14. Mitridate II del Ponto (= 10.) | 28. Ariobarzane del Ponto (= 20.) |  |  |       |  |  |               |  |  |                |  |
|                       |                       | 14. Mitridate II del Ponto (= 10.) | …                                 |  |  |       |  |  |               |  |  |                |  |
| 7. Laodice III (= 5.) |                       | 14. Mitridate II del Ponto (= 10.) |                                   |  |  |       |  |  |               |  |  |                |  |
|                       |                       | 15. Laodice (= 11.)                | 30. Antioco II (= 16., 22., 24.)  |  |  |       |  |  |               |  |  |                |  |
|                       |                       | 15. Laodice (= 11.)                | 30. Antioco II (= 16., 22., 24.)  |  |  |       |  |  |               |  |  |                |  |
|                       |                       | 15. Laodice (= 11.)                | 31. Laodice I (= 17., 23., 25.)   |  |  |       |  |  |               |  |  |                |  |
|                       |                       | 15. Laodice (= 11.)                |                                   |  |  |       |  |  |               |  |  |                |  |